# Harald Starzengruber
Harald Starzengruber (Leogang, estat de Salzburg, 11 d'abril de 1981) és un ciclista austríac, professional des del 2006 al 2011. En el seu palmarès destaca el campionat nacional en ruta de 2009.
També va competir en ciclocròs.

## Palmarès
- 2000
  -  Campió d'Àustria sub-23 en ruta
- 2004
  - 1r a la Piccola Sanremo
- 2005
  - 1r al Coppa Colli Briantei Internazionale
- 2010
  -  Campió d'Àustria en ruta